# 三星TEC 12戰術霰彈槍
三星TEC 12（英語：TriStar TEC 12）是一款由美国槍械製造商三星運動武器公司所設計和生產的可泵動及半自動式兩用戰術霰彈槍，發射12鉛徑霰彈。
三星TEC 12比較特別之處是其可選擇半自動或泵動運作的雙操作模式，在具有半自動霰彈槍的連射能力的同時還保有泵动式的可靠性和彈藥兼容性。

## 設計細節

### 操作模式
與SPAS-12相似的是，TEC 12是具有兩種操作模式的戰術霰彈槍。護手結構及外觀及機匣右側的拉機柄正是該槍兩種操作模式的證明。
第一個設置是半自動操作，在這個模式下，氣動式系統會被鎖定並利用發射後的火藥瓦斯氣體自動完成拋殼和裝填下一發霰彈藥筒的動作而且無需作其他的操作，這時第一發需要用力向後手拉拉機柄。
第二個設置是泵动式操作，在這個模式下，每次射擊以後必須手動用力來回拉動護木以排出彈殼和從管式彈倉裝載了新一發霰彈藥筒。此模式適合用來發射各種低壓彈藥和非致命性彈藥，例如鳥彈、木棍彈、豆袋彈、催淚彈（CS氣體槍榴彈）、鹽彈或塑膠棒式子彈等。
兩種操作模式之間的轉換是由內部轉換機構完成的，該轉換機構則是由護手前方右側的轉換鈕來控制。將轉換鈕扳向下方位置，轉換機構卡住槍機，使之在霰彈發射後不會自行後坐，這便是泵动式操作方式。將轉換鈕扳向上方位置，轉換裝置不再卡住槍機，槍機在霰彈發射後坐，這便是半自動方式。 　　

### 槍管組件
TEC 12採用標準型滑膛槍管，槍管前端設有戰術喉缩。與一般霰彈槍將喉缩設在槍管內部前端而且不伸出槍管不同的是，該槍的喉縮從槍管伸出一截，並且設有大量泄氣孔以起到消焰器作用。槍管前端上方的配備了帶有護翼的红色光纖準星，以便在昏暗的條件下實施快速瞄準。

### 護木組件
聚合物製護木設有防滑紋以利於握持。彈倉帽前方設有槍背帶鈕，與槍托底部的槍背帶鈕相配合即可安裝槍背帶。

### 機匣組件
鋁合金機匣上安裝的MIL-STD-1913戰術導軌上安裝有覘孔式照門，可以調節風偏。機匣右側、拋殼口下方設有無彈後定解脫按鈕，無論泵动式操作方式狀態還是半自動操作方式狀態，當彈倉內的最後一發霰彈藥筒發射完畢以後，槍機後座或向後拉動護木並帶動槍機向後時，槍機隨即被掛於後方位置，此時只有按壓空倉掛機解脫按鈕才能釋放槍機。 　　

### 扳機組件
扳機組件是以一根固定銷固定在機匣以上。扳機護環右側前方設有擊錘待擊指示杆，當擊錘處於待擊位置時，指示杆會下移，讓指示杆上凹陷的圓點從機匣露出；當擊錘處於擊發位置之時，指示杆會上抬，指示杆上凹陷的圓點會被機匣遮擋。無論在白天或夜晚，通過觀察或手摸指示杆上是否有凹陷圓點露出，即可知曉擊錘是否待擊。擊錘待擊指示杆後面是手動保險，手動保險為橫閂式。手動保險推向左側並露出紅圈為待擊狀態；手動保險推向右側為保險狀態。保險所設位置便於射手進行操作。 　　

### 槍托組件
聚合物製槍托採用具有手槍握把的設計。手槍握把前面設有指槽而背面設有防滑紋，以確保握持確實。槍托後面設有一塊很大的橡膠製緩衝墊，槍托底部設有一個背帶鈕。

## 外部連結
- （英文）—Official Website—TEC 12 Tactical Shotgun
- （英文）—The Daily Caller—Gun Review: The TriStar Semi-Auto/Pump Tec 12（页面存档备份，存于）
- （英文）—Guns.com—Gun Review: Tristar Tec-12 semi-auto/pump shotgun (VIDEO)
- （英文）—The Firearm Blog.com—Tristar Brings New Auto/Pump Shotgun Option With Tec 12（页面存档备份，存于）
- （英文）—Tactical-Life.com—
  - TriStar Arms TEC-12 Shotgun（页面存档备份，存于）
  - Tristar TEC 12 | Semi Automatic Pump Shotgun Review（页面存档备份，存于）
  - 12 New Tactical Shotguns For 2014 | Galleries（页面存档备份，存于）